# El mejor verano de mi vida
El mejor verano de mi vida és una pel·lícula de comèdia espanyola dirigida per Dani de la Orden i estrenada el 2018. La pel·lícula narra les vacances de Curro (Leo Harlem) i el seu fill Nico.. El mejor verano de mi vida és una producció d'Atresmedia Cine, Álamo Producciones Audiovisuales y Álamo Producciones Visuales. La cinta va ser presentada en l'edició de 2018 del Festival de Màlaga i projectada al Festival Internacional de Cinema de Miami del 2019.
La pel·lícula és un remake d'un gran èxit del cinema italià, Sole a catinelle, dirigida per Gennaro Nunziante i protagonitzada per Checco Zalone.

## Argument
Curro és un venedor de robots de cuina que somia amb dedicar-se al món financer. En plena crisi econòmica i matrimonial, li promet al seu fill Nico (Alejandro Serrano) unes vacances inoblidables si treu tot excel·lent. El petit de 9 anys ho aconsegueix i Curro es veu obligat a complir la seva promesa. Així comença un viatge ple de situacions inesperades i trobades amb tota mena de personatges, que farà que la vida de pare i fill canviï radicalment.
El mejor verano de mi vida mostra, de manera divertida, el canvi que sofreix el personatge principal (Curro) després del viatge que realitza amb el seu fill. El director ha volgut reflectir l'important que és el sentit de l'humor, ja que no es valora prou l'important que és.

## Repartiment
- Leo Harlem com Curro
- Alejandro Serrano com Nico
- Toni Acosta com Daniela
- Maggie Civantos com Zoe
- Stephanie Gil com Laura
- Arturo Valls com Morales
- Nathalie Seseña com la professora de meditació
- Felipe Andrés com reporter de televisió
- Silvia Abril com professora de Nico
- Jordi Sánchez com Victor
- Isabel Ordaz com Julieta
- Gracia Olayo com Martirio
- Antonio Dechent com Jorge
- Berto Romero com Rafa
- Salva Reina com Usha

## Producció
El guió és obra de Daniel Castro Villanueva, Olatz Arroyo Abaroa i Marta Suarez. El rodatge es va dur a terme en Santa Cruz de Tenerife, Toledo i Madrid, i va tenir una durada de set setmanes. La banda sonora corre a càrrec de Zacaría Martinez de la Riva Antiras i té com a cançó principal el tema Tu y yo del grup musical Ender.

## Recepció
La pel·lícula va tenir una recaptació total de 8.070.402,65 € durant la seva permanència en cinemes a Espanya. A les sales van assistir un total d'1.423.940 espectadors, la qual cosa la va convertir en la segona pel·lícula espanyola més taquillera de l'any, per darrere de Campeones.